# Hyphydrus quadrisulcatus
Hyphydrus quadrisulcatus là một loài bọ cánh cứng trong họ Bọ nước. Loài này được Bilardo & Rocchi miêu tả khoa học năm 1986.